# Сајаногорск
Сајаногорск (рус. Саяногорск) град је у Русији у републици Хакасија. Према попису становништва из 2010. у граду је живело 49.889 становника.

## Становништво
Према прелиминарним подацима са пописа, у граду је 2010. живело 49.889 становника, 366 (0,73%) мање него 2002.
| 1959. | 1970.  | 1979.  | 1989.  | 2002.  | 2010.  |
| ----- | ------ | ------ | ------ | ------ | ------ |
| 4.600 | 13.700 | 21.880 | 50.188 | 50.255 | 49.887 |